# Hannah Montana (entertainer)
Hannah Montana este alter ego-ul actriței și cântăreței americane Miley Cyrus. Hannah Montana este un personaj al serialului emis de Disney Channel, Hannah Montana. În serial, Hannah este persona fictivă lui Miley Stewart (Miley Cyrus). Miley a creat-o pe Hannah pentru a-și îndeplinii visul, dar și pentru a putea rămâne o fată normală.

## Personajul
În serial, Hannah Montana este o vedetă internațională, cu 14 piese pe numărul #1 în Billboard Hot 100 și cu un album premiat cu discul de platină. Hannah Montana a câștigat un premiu „Cizma de Argint” pentru cântecul „True Friend” și premiul „Artista Anului” în 2008.
De asemenea, a fost prezentă la gala de decernare a numeroase premii precum Premiile Oscar, Premiile Grammy și New York Music Awards. 
Este și actriță ocazională, debutând în serialul Zombie High cu Lesley "Jake" Ryan (Cody Linley) unde a jucat-o pe Prințesa Zaronda. 
A câștigat o nominalizare pentru acest rol, la categoria „Cel mai Pasional Sărut”. Debutul pe marile ecrane l-a avut cu rolul principal din Indiana Joannie, în care a jucat cu Chace Crowford. Este și imaginea mai multor companii de parfumuri și cosmetice. 
Într-unul din episoade, Hannah primește un diamant pe Strada cu Diamante (parodie la Hollywood Walk Of Fame). Tatăl ei, Robbie Ray Stewart (Billy Ray Cyrus, care este și tatăl lui Miley Cyrus), este o veche stea a muzicii country, retras de mult timp.
Hannah a întâlnit-o pe Regina Elisabeta a Angliei și pe Președintele Statelor Unite ale Americii. Ea și-a început primul turneu mondial în 2007, Best of Both Worlds Tour. 
În serial apare cu mai multe celebrități, precum Taylor Swift, Jesse McCartney, Tyra Banks, Dolly Parton („mătușa Dolly”), Beyoncé, Selena Gomez (care a jucat-o pe „Mikayla”, rivala Hannei), Brooke Shields („Susan Stewart”, mama decedată lui Hannah) și David Archuleta.

### Albume de studio/Coloane sonore
- Hannah Montana (2006)
- Hannah Montana 2/Meet Miley Cyrus (2007)
- Hannah Montana: The Movie (2009)
- Hannah Montana 3 (2009)
- Hannah Montana Forever (2010)

### Albume live
- Hannah Montana: Live In London (2007)
- Best Of Both Worlds Concert (2008)

### Disc-uri single
- Best Of Both Worlds,Who Said,I Got Nerve,Pumpin'up The Party,If We Were A Movie (2006)
- Nobody's Perfect,Life's What You Make It,We got the party,One In A Million,Bigger Than Us,True Friend(2007)
- Make Some Noice,Rockstar,Let's Get Crazy,It's All Right Here,Let's Do This (2008)
- You'll Always Find You Way Back Home,Let's Chill,He Could Be The One,I Wanna Know You (2009)
- Don't Wanna Be Torn,Are You Ready? (2010)

#### Videoclipuri
- We Got The Party
- You'll Always Find Your Way Back Home
- Let's Get Crazy
- He Could Be The One
- Best Of Both Worlds
- Just Like You
- The Other Side Of Me
- Who Said
- This Is The Life
- Pump'up The Party
- If We Were A Movie
- Nobody's Perfect
- Life's What You Make It
- One In A Million
- Bigger Than Us
- Rockstar
- Let's Get Crazy
- Let's Do This
- It's All Right Here
- Super Girl
- Just A Girl
- Every Part Of Me
- Mixed Up
- I Got Nerve
- Old Blue Jeans
- Make Some Noise
- The Best Of Both Worlds 2009 Movie Mix

### Turnee
- 2006: "The Party Just Begun"
  - Obs.: În deschidere pentru Cheetah Girls
- 2007: "Hannah Montana: Live In London"
  - Obs.: Un singur concert
- 2008: "The Best Of Both Worlds Tour"
  - Obs.: Primul turneu;Împreună cu Miley Cyrus
- 2009: "Hannah Montana 3"
  - Obs.: Pentru filmare videoclipurilor de pe Hannah Montana 3

### Filmografie
| Film        | Film                                                      | Film                         | Film                                                                      |
| An          | Film                                                      | Rol                          | Note                                                                      |
| ----------- | --------------------------------------------------------- | ---------------------------- | ------------------------------------------------------------------------- |
| 2008        | Hannah Montana & Miley Cyrus: Best of Both Worlds Concert | Ea însăși                    | Documentar                                                                |
| 2009        | Hannah Montana: Filmul                                    | Miley Stewart/Hannah Montana | Rol Principal                                                             |
| 2010        | Hannah Montana:Își ia Miley adio?                         | Miley Stewart/Hannah Montana | Eveniment special;Sfârșitul sezonului 3 Hannah Montana                    |
| Televiziune |                                                           |                              |                                                                           |
| An          | Serial                                                    | Rol                          | Note                                                                      |
| 2006–2010   | Hannah Montana                                            | Miley Stewart/Hannah Montana | Rol Principal                                                             |
| 2006        | "That's So Suite Life of Hannah Montana"                  | Hannah Montana               | Episod special din Zack și Cody, ce viață minunată                        |
| 2009        | "Wizards on Deck with Hannah Montana"                     | Miley Stewart/Hannah Montana | Episod sepcial din The Suite Life on Deck și Magicienii din Waverly Place |